# Koke Resurrección

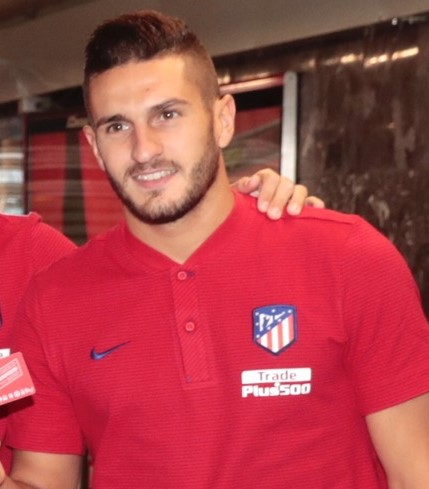
Koke en 2017

Jorge Resurrección Merodio (Madrid, España, 8 de enero de 1992), conocido deportivamente como Koke, es un futbolista español. Juega de centrocampista y desde 2009 su equipo es el Atlético de Madrid de la Primera División de España. Desde la temporada 2019-20 es el primer capitán.
Formado como futbolista en las categorías inferiores del Atlético de Madrid, debutó con el primer equipo en 2009, logró dos Ligas, una Copa, una Supercopa de España, dos Supercopas de Europa y dos Liga Europa, además de alcanzar dos subcampeonatos en Liga de Campeones. En octubre de 2022 se convirtió en el jugador que más partidos había jugado en toda la historia del club. En febrero de 2023 volvió a superar a Adelardo en otro récord con la camiseta del club, ahora el de partidos disputados en liga.
Juega con la selección española desde 2013, con la que ha disputado la Copa Mundial de Fútbol en 2014, 2018 y 2022, y las Eurocopas de 2016 y 2020. Previamente, con las categorías inferiores de la selección nacional, conquistó el Europeo sub-21 de 2013.

## Trayectoria

### Atlético de Madrid
Jugador del Atlético de Madrid durante toda su trayectoria, tiene contrato con el club rojiblanco hasta el 30 de junio de 2026.

#### Categorías inferiores
Koke y su hermano Borja Resurrección fueron descubiertos a los 6 años durante un partido en la escuela del Atlético de Madrid, lo que le llevó a jugar en la categoría de alevín a la edad de 9 años, compartiendo vestuario con otros futbolistas como Keko. Al año siguiente de debutar en alevines, dos lesiones lastraron su continuidad e impidieron que disputase el Campeonato Nacional Alevín de Fútbol Brunete. En el Juvenil División de Honor "B" compartió vestuario con otros jugadores atléticos como David de Gea o Cedric. Al pasar al Atlético de Madrid "B", donde la mayoría de jugadores le sacaban cierta edad, rápidamente se ganó un hueco en el once titular y estuvo en él durante tres años, logrando debutar en el segundo en el primer equipo de la mano de Abel Resino ante el Fútbol Club Barcelona en el Camp Nou.
A la temporada siguiente, su participación con el primer equipo aumentó aún más de la mano de Quique Sánchez Flores, llegando a disputar incluso los 90 minutos de un partido ante el Getafe C. F. Durante esa temporada se le comunicó que entrenaría con el primer equipo y que sus apariciones en partidos de Primera División serían solo si Sánchez Flores lo requiriese. A principios de 2010, comenzó su andadura en el primer equipo ya de forma permanente tras terminar el mercado invernal.

#### Carrera con el primer equipo
Koke formó parte de la reestructuración del equipo durante la temporada 2011-2012; las llegadas de hombres importantes como Diego, Adrián, Courtois, Turan o Falcao abrían paso a una reforma de la plantilla con el madrileño como una pieza clave. Koke tuvo una buena participación durante la temporada de la mano de Simeone, uno de sus grandes valedores, terminándola con 3 goles y 4 asistencias en la temporada en la que el Atlético de Madrid se proclamó campeón de la Liga Europa de la UEFA por segunda vez en su historia venciendo al Athletic Club por 3 goles a 0, siendo Koke suplente en ese encuentro, logrando además en Liga la quinta posición. Durante la temporada 2012-13, con la salida de Diego, Koke se hizo un hueco en el once titular del equipo y fue un jugador importante para lograr la tercera plaza que consiguió el club rojiblanco en la Liga, por detrás del Barcelona y el Real Madrid, clasificándose para la Liga de Campeones de forma directa; Koke anotó 3 goles y consiguió 11 asistencias durante la temporada, siendo el mayor asistente del equipo. Durante esa temporada, el 10 de marzo de 2013 jugó el centésimo partido de su carrera en la derrota cero a uno ante la Real Sociedad correspondiente a la vigésimo séptima jornada de liga.
En la Copa del Rey, el Atlético de Madrid se clasificó para jugar la final el 17 de mayo tras derrotar a Real Betis, Real Zaragoza y Sevilla, para así medirse ante el Real Madrid en la final en el Santiago Bernabéu. En dicha final, en la que Koke fue titular, el Atlético de Madrid venció en la prórroga con el gol de João Miranda (gracias a la asistencia de Koke), proclamándose campeón de la Copa del Rey por décima vez y logrando su primera victoria ante el Real Madrid tras 14 años.

#### 2013-14
Al comienzo de la temporada 2013-14, el 3 de septiembre de 2013, se anunció la renovación del contrato con una nueva cláusula de 60 millones de euros hasta 2018. En dicha temporada fue elegido, en el mes de octubre, jugador del mes gracias a sus actuaciones en los cuatro partidos disputados. Koke continuó superando estadísticas y el 26 de enero de 2014 disputó su centésimo partido de Liga con la camiseta rojiblanca, logrando a final de temporada una cifra de 7 goles y 17 asistencias, la más grande de su carrera. En la última jornada de la Liga, el club se proclamó campeón de la competición por décima vez gracias al empate frente al F. C. Barcelona y a la ventaja de tres puntos que su club disponía frente a estos. Una vez finalizada la temporada, Koke fue elegido en el once ideal de la Liga por LaLiga.
En la Liga de Campeones el Atlético logró una de sus mejores temporadas de la historia. Disputó el partido de ida de los octavos de final su partido número 150 con la camiseta colchonera en el Estadio Giuseppe Meazza frente al A. C. Milan, donde el club rojiblanco consiguió una victoria por cero a uno. En el partido de vuelta volvió a vencer al Milan. En cuartos de final se vio las caras contra el Barcelona, anotando Koke el gol decisivo de la eliminatoria en el Vicente Calderón. Tras superar al Chelsea F. C. en la final con un global de 3 a 1, llegó a la final de Liga de Campeones 40 años después de que esto hubiera sucedido por última vez. En dicha final, que Koke disputó íntegra, el Atlético de Madrid perdió frente al Real Madrid en la prórroga por cuatro tantos a uno.

#### 2014-15
Tras la vuelta del Mundial y antes de irse de vacaciones, Koke amplió su contrato un año más y renovó hasta 2019 elevando su cláusula aún más, además de convertirse en el tercer capitán del equipo tras la marcha (y posterior regreso) de Tiago, convirtiéndose además en el jugador del Atlético de Madrid con el sueldo más alto del equipo (6 millones/año). Durante el mercado de fichajes, rechazó una importante oferta del F.C. Barcelona para seguir en el Atlético. La temporada arrancó con la disputa de la Supercopa de España enfrentándose a doble partido al Real Madrid. Koke fue titular en ambos y se proclamó campeón gracias al empate a uno en el Bernabéu y a la victoria por uno a cero en el Calderón.
En la Liga de Campeones, Koke fue elegido jugador del partido en los dos enfrentamientos que se produjeron ante el Malmö. En el partido en el Vicente Calderón, en el que el Atleti ganó por cinco a cero, anotó el primer gol y dio tres asistencias, y en el que se disputó en el Swedbank Stadion en el que también anotó el primer gol y el Atleti ganó por cero a dos. Tras clasificarse como primero de grupo, venció al Bayer Leverkusen tras empatar la eliminatoria a goles y decidirse el partido en los penaltis, donde Koke falló su lanzamiento. Cayó finalmente eliminado en los cuartos de final ante el Real Madrid con un resultado global de 1-0.
En la Liga Koke, disputó su partido número 200 con la camiseta rojiblanca en la victoria por uno a tres en Ipurúa. El Atlético terminó la temporada en tercera posición y consiguió la clasificación para la Liga de Campeones un año más, volviendo a ser Koke el máximo asistente del equipo con 16 pases de gol.

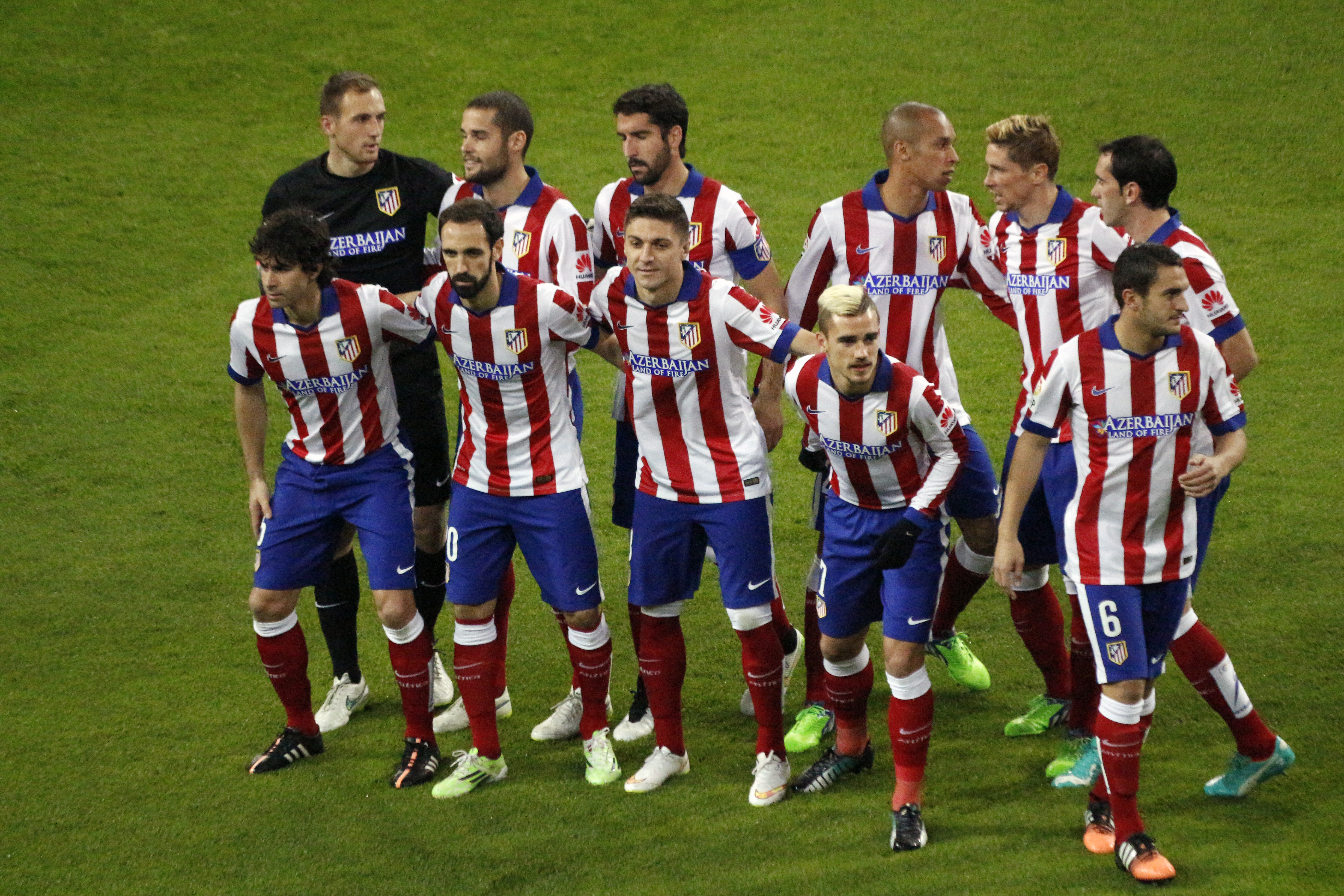
Koke junto al resto del 11 titular antes de disputar el partido de vuelta de los cuartos de final de Copa del Rey contra el Real Madrid en 2015.

#### 2015-16
En la temporada 2015-2016 comenzaba con el partido entre Atlético de Madrid y U.D Las Palmas que terminó en victoria colchonera por 1-0. El 20 de septiembre Koke sufrió una lesión en el bíceps que le tuvo apartado de los terrenos de juego durante varias semanas, quedando el equipo resentido por su ausencia. Al regresar marcó su segundo gol en Liga ante el Betis en la victoria 0-1 de su equipo ante el combinado de Pepe Mel. También logró tantos ante Deportivo, Valencia y Real Sociedad, además del importante tanto logrado ante el F.C. Barcelona en la derrota 2-1 del equipo de Diego Pablo Simeone. Tras superar el mal inicio de temporada, Koke logró su mejor estado de forma, llegando al punto de haber anotado 5 tantos y 13 asistencias en Liga, logrando así el mayor récord de asistencias desde Kiko Narváez 18 años atrás. En la derrota 2-1 ante el Levante el 8 de mayo, el Atlético perdió la oportunidad de disputarle el título de Liga al Barcelona. Durante la recta final de la temporada, Koke se convirtió en el socio dentro del campo de Fernando Torres, otorgándole 4 pases de gol en los últimos 10 partidos de Liga.
En Copa del Rey el Atlético logró llegar a cuartos de final, donde se vio las caras con el Celta de Vigo, cayendo 3-2 en el global de la eliminatoria.
En Liga de Campeones, el Atlético de Madrid quedó primero de grupo ante Benfica, Galatasaray y Astana, topándose en octavos de final con el PSV Eindhoven, al que venció una vez más en la tanda de penaltis, anotando Koke su correspondiente lanzamiento. En cuartos de final se topó con el FC Barcelona, al que derrotó 3-2 en la eliminatoria, y así acceder a unas semifinales donde eliminó al campeón alemán Bayern de Múnich. De esta forma, volvió a enfrentarse contra el Real Madrid en la tercera final de la Liga de Campeones de su historia (la segunda de Koke) que se jugó el 28 de mayo en San Siro. Finalmente, como dos años antes, el Atlético se proclamó subcampeón tras perder en la tanda de penaltis tras haber quedado 1-1 en el marcador global.
El 1 de octubre de 2022 se convirtió, con 554, en el jugador que más partidos oficiales había jugado en toda la historia del club.

## Selección nacional

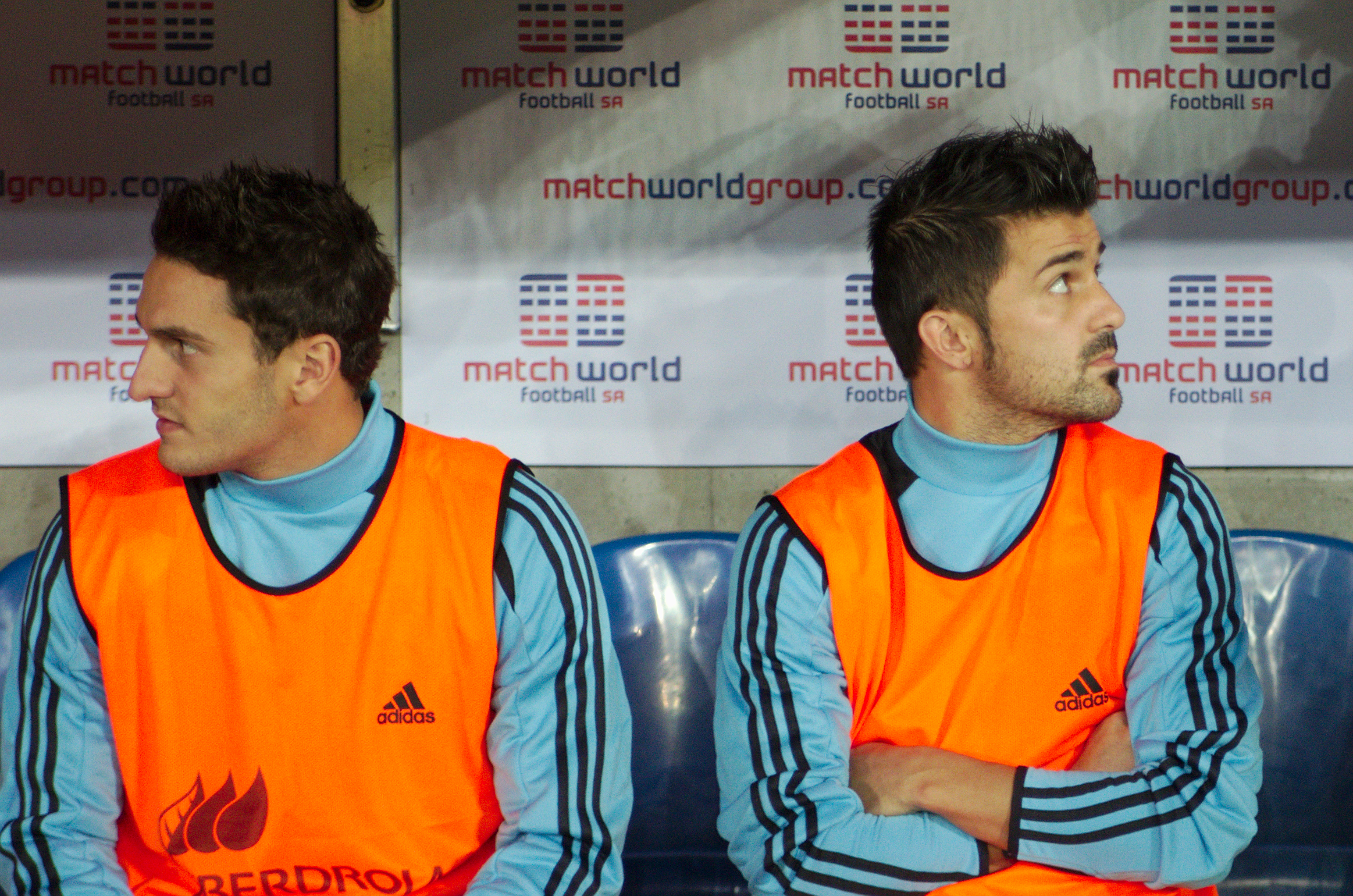
Koke (izquierda) en el banco con su entonces compañero del Atlético de Madrid David Villa, en un amistoso con en 2013

### Categorías inferiores
Fue un fijo en las convocatorias de las distintas categorías de la selección española. En 2009 fue convocado para acudir al Europeo sub-17 y al sub-19 de 2010, en el que la selección alcanzó el subcampeonato.
El 29 de junio de 2011 se anunció su convocatoria para el Mundial sub-20 que se disputó en Colombia donde la selección española quedó eliminada en cuartos de final ante Brasil. El partido finalizó con empate a dos y Brasil se clasificó en la tanda de penaltis.

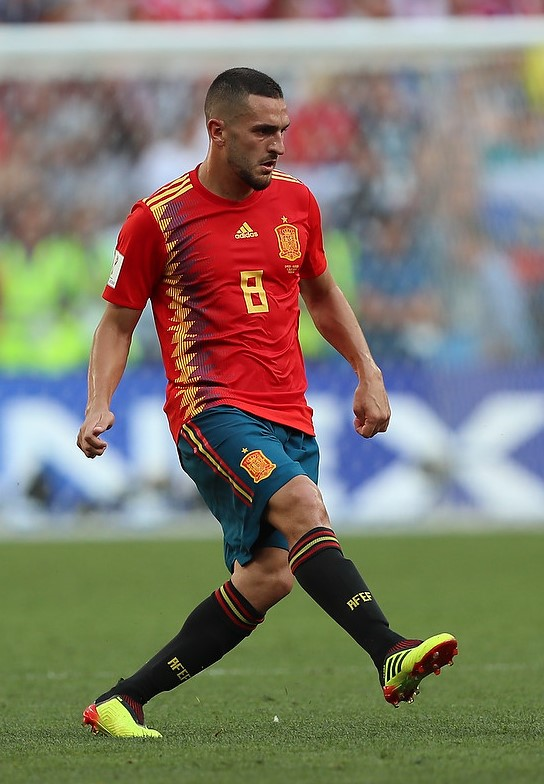
Koke jugando para la selección española.

El 25 de febrero de 2012 recibió la citación para los Juegos Olímpicos de Londres 2012. Debutó con la selección olímpica el 28 de febrero en el partido amistoso ante Egipto anotando un gol de penalti que él mismo provocó y que significó el dos a uno. El partido finalizó con una victoria por tres a uno. El 3 de julio fue convocado en la lista previa de 22 jugadores para representar a la selección española en los Juegos Olímpicos de Londres 2012. Días después fue seleccionado en la lista definitiva de 18 jugadores que viajaron a Londres. En los Juegos Olímpicos la selección española no consiguió ganar ningún partido y quedó eliminada en la primera fase.
Durante el verano de 2013 fue convocado para disputar la Eurocopa sub-21 en Israel. Las buenas actuaciones de la selección le llevaron a disputar la final el 18 de junio. En dicha final se proclamó campeón del Europeo sub-21 al imponerse 2-4 a Italia en un partido en el que fue titular y dio la asistencia del 1-2 a Thiago Alcántara.

### Selección absoluta
En agosto de 2013 fue convocado por Vicente Del Bosque con la selección absoluta española para disputar un amistoso en Guayaquil frente a Ecuador. En ese mismo partido se produjo su debut entrando al campo en el minuto 78 en sustitución de Santi Cazorla. La selección española venció al combinado ecuatoriano por cero a dos. También participó en el siguiente encuentro ante Finlandia que terminó en empate a 0.
El 31 de mayo se publicó la lista oficial de seleccionados para disputar el Mundial 2014 con la selección española. La gran temporada que Koke había realizado con el Atlético de Madrid provocó que estuviese entre los incluidos. En dicho Mundial la Selección fue eliminada en la fase de grupos tras las derrotas ante Países Bajos y Chile. Koke no jugó el primer partido, en el segundo entró en la segunda parte y en el tercero fue titular, logrando la victoria únicamente en este último.

## Estadísticas

### Clubes
Actualizado al último partido disputado el 17 de agosto de 2025.
| Club                            | Div.          | Temporada     | Liga  | Liga  | Liga   | Copas nacionales | Copas nacionales | Copas nacionales | Torneos internacionales | Torneos internacionales | Torneos internacionales | Total | Total | Total  | Media goleadora |
| Club                            | Div.          | Temporada     | Part. | Goles | Asist. | Part.            | Goles            | Asist.           | Part.                   | Goles                   | Asist.                  | Part. | Goles | Asist. | Media goleadora |
| ------------------------------- | ------------- | ------------- | ----- | ----- | ------ | ---------------- | ---------------- | ---------------- | ----------------------- | ----------------------- | ----------------------- | ----- | ----- | ------ | --------------- |
| Atlético de Madrid "B" · España | 2.ª B         | 2008-09       | 28    | 3     | 0      | —                | —                | —                | —                       | —                       | —                       | 28    | 3     | 0      | 0.11            |
| Atlético de Madrid "B" · España | 2.ª B         | 2009-10       | 25    | 2     | 0      | —                | —                | —                | —                       | —                       | —                       | 25    | 2     | 0      | 0.08            |
| Atlético de Madrid "B" · España | 2.ª B         | 2010-11       | 13    | 2     | 0      | —                | —                | —                | —                       | —                       | —                       | 13    | 2     | 0      | 0.15            |
| Atlético de Madrid "B" · España | Total club    | Total club    | 66    | 7     | 0      | 0                | 0                | 0                | 0                       | 0                       | 0                       | 66    | 7     | 0      | 0.11            |
| Atlético de Madrid · España     | 1.ª           | 2009-10       | 4     | 0     | 0      | 0                | 0                | 0                | 0                       | 0                       | 0                       | 4     | 0     | 0      | 0               |
| Atlético de Madrid · España     | 1.ª           | 2010-11       | 17    | 2     | 1      | 2                | 0                | 0                | 0                       | 0                       | 0                       | 19    | 2     | 1      | 0.11            |
| Atlético de Madrid · España     | 1.ª           | 2011-12       | 25    | 2     | 4      | 2                | 0                | 0                | 13                      | 0                       | 2                       | 40    | 2     | 6      | 0.05            |
| Atlético de Madrid · España     | 1.ª           | 2012-13       | 33    | 3     | 10     | 7                | 0                | 1                | 8                       | 0                       | 1                       | 48    | 3     | 12     | 0.06            |
| Atlético de Madrid · España     | 1.ª           | 2013-14       | 36    | 6     | 14     | 9                | 0                | 2                | 13                      | 1                       | 2                       | 58    | 7     | 18     | 0.12            |
| Atlético de Madrid · España     | 1.ª           | 2014-15       | 34    | 2     | 10     | 6                | 0                | 2                | 9                       | 2                       | 4                       | 49    | 4     | 16     | 0.08            |
| Atlético de Madrid · España     | 1.ª           | 2015-16       | 35    | 5     | 14     | 5                | 0                | 1                | 11                      | 0                       | 1                       | 51    | 5     | 16     | 0.1             |
| Atlético de Madrid · España     | 1.ª           | 2016-17       | 36    | 4     | 8      | 6                | 1                | 1                | 12                      | 0                       | 1                       | 54    | 5     | 10     | 0.09            |
| Atlético de Madrid · España     | 1.ª           | 2017-18       | 35    | 4     | 4      | 3                | 0                | 0                | 13                      | 2                       | 3                       | 51    | 6     | 7      | 0.12            |
| Atlético de Madrid · España     | 1.ª           | 2018-19       | 30    | 3     | 5      | 3                | 0                | 0                | 8                       | 3                       | 1                       | 41    | 6     | 6      | 0.15            |
| Atlético de Madrid · España     | 1.ª           | 2019-20       | 32    | 4     | 5      | 1                | 1                | 0                | 9                       | 0                       | 1                       | 42    | 5     | 6      | 0.12            |
| Atlético de Madrid · España     | 1.ª           | 2020-21       | 37    | 1     | 2      | 0                | 0                | 0                | 8                       | 0                       | 0                       | 45    | 1     | 2      | 0.02            |
| Atlético de Madrid · España     | 1.ª           | 2021-22       | 31    | 1     | 2      | 3                | 0                | 0                | 9                       | 0                       | 1                       | 43    | 1     | 3      | 0.02            |
| Atlético de Madrid · España     | 1.ª           | 2022-23       | 33    | 0     | 3      | 5                | 0                | 0                | 4                       | 0                       | 0                       | 42    | 0     | 3      | 0               |
| Atlético de Madrid · España     | 1.ª           | 2023-24       | 35    | 0     | 4      | 6                | 0                | 1                | 9                       | 0                       | 1                       | 50    | 0     | 6      | 0               |
| Atlético de Madrid · España     | 1.ª           | 2024-25       | 32    | 1     | 1      | 5                | 0                | 0                | 10                      | 0                       | 1                       | 47    | 1     | 2      | 0.02            |
| Atlético de Madrid · España     | 1.ª           | 2025-26       | 1     | 0     | 0      | 0                | 0                | 0                | 0                       | 0                       | 0                       | 1     | 0     | 0      | 0               |
| Atlético de Madrid · España     | Total club    | Total club    | 486   | 38    | 87     | 63               | 2                | 8                | 136                     | 8                       | 19                      | 685   | 48    | 114    | 0.07            |
| Total carrera                   | Total carrera | Total carrera | 552   | 45    | 87     | 63               | 2                | 8                | 136                     | 8                       | 19                      | 751   | 55    | 114    | 0.07            |
| 1. 2.                           |               |               |       |       |        |                  |                  |                  |                         |                         |                         |       |       |        |                 |

### Selecciones

#### Participaciones en fases finales
| Competición                    | Categoría | Sede     | Resultado        | Partidos | Goles |
| ------------------------------ | --------- | -------- | ---------------- | -------- | ----- |
| Copa Mundial Sub-17 2009       | Sub-17    | Nigeria  | Tercer lugar     | 6        | 0     |
| Eurocopa Sub-19 2010           | Sub-19    | Francia  | Subcampeón       | 3        | 0     |
| Copa Mundial Sub-20 2011       | Sub-20    | Colombia | Cuartos de final | 4        | 1     |
| Juegos Olímpicos 2012          | Sub-23    | Londres  | Primera fase     | 3        | 0     |
| Eurocopa Sub-21 2013           | Sub-21    | Israel   | Campeón          | 9        | 1     |
| Copa Mundial de Fútbol de 2014 | Absoluta  | Brasil   | Primera fase     | 2        | 0     |
| Eurocopa 2016                  | Absoluta  | Francia  | Octavos de final | 1        | 0     |
| Copa Mundial de Fútbol de 2018 | Absoluta  | Rusia    | Octavos de final | 3        | 0     |
| Eurocopa 2020                  | Absoluta  | Europa   | Semifinales      | 6        | 0     |
| Copa Mundial de Fútbol de 2022 | Absoluta  | Catar    | Octavos de final | 2        | 0     |
| Total                          | –         | –        | –                | 39       | 2     |

## Palmarés

### Títulos nacionales
| Título              | Club               | País   | Año  |
| ------------------- | ------------------ | ------ | ---- |
| Copa del Rey        | Atlético de Madrid | España | 2013 |
| Primera División    | Atlético de Madrid | España | 2014 |
| Supercopa de España | Atlético de Madrid | España | 2014 |
| Primera División    | Atlético de Madrid | España | 2021 |

### Títulos internacionales
| Título                 | Club (*)           | Sede     | Año  |
| ---------------------- | ------------------ | -------- | ---- |
| Liga Europa de la UEFA | Atlético de Madrid | Bucarest | 2012 |
| Supercopa de Europa    | Atlético de Madrid | Mónaco   | 2012 |
| Eurocopa sub-21        | España sub-21      | Israel   | 2013 |
| Liga Europa de la UEFA | Atlético de Madrid | Lyon     | 2018 |
| Supercopa de Europa    | Atlético de Madrid | Tallin   | 2018 |

(*) Incluyendo la selección.

### Distinciones individuales
| Distinción                           | Año  |
| ------------------------------------ | ---- |
| Jugador del mes de La Liga (octubre) | 2013 |
| Equipo del año de La Liga            | 2014 |
| Jugador del mes de La Liga (abril)   | 2016 |
| Nominado al Balón de Oro             | 2016 |